# Ecocert
Ecocert S.A. (Eigenschreibweise ECOCERT) mit Sitz in L’Isle-Jourdain (Département Gers) ist eine private, in Familienhand befindliche französische Zertifizierungsgesellschaft zur Bio-Zertifizierung, die  im Jahr 1991 gegründet wurde. Das Unternehmen führt Inspektionen in über 130 Ländern durch und ist damit eine der größten Bio-Zertifizierungsorganisationen in der Welt.
Ecocert zertifiziert in erster Linie Lebensmittel und Produkte, prüft aber auch Kosmetik, Waschmittel, Parfums, und Textilien, Soziale Verantwortung und Fairen Handel. Die Organisation kontrolliert 70 % des ökologischen Landbaus und der verarbeitenden Industrie in Frankreich sowie 30 % weltweit.

## Hintergrund
Das Ecocert hatte seinen Vorläufer in der französischen A.C.A.B. (Association des Conseillers en Agriculture Biologique), einem 1978 gegründet Herstellerverband in Frankreich, die 1991 eine eigenständige Kontrollorganisation ausgliederte. Seit 1992 erhält es eine staatliche Unterstützung in Frankreich, gefolgt 1992 von Belgien, sowie Deutschland und Portugal im Jahr 1995.
Die Organisation begann so als Partnerschaft in mehreren europäischen Staaten, hat aber nach und nach seine Reichweite auf andere Länder in der Welt ausgedehnt. Zuerst wurden Büros in verschiedenen Ländern weltweit eingerichtet, denen eigene Tochtergründungen nachfolgten, etwa 2002 in Brasilien, Japan und Kanada. Seit 2006 ist Ecocert in China vertreten. 2013 hat Ecocert die IMO Institut für Marktökologie GmbH sowie die IMOswiss AG und 2014 die IMOgroup AG übernommen.
Der Geschäftssitz der deutschen Tochter, Ecocert Deutschland GmbH, befindet sich in Konstanz, der Geschäftssitz der schweizerischen Tochter, Ecocert Swiss AG in Kreuzlingen. Das Unternehmen wird kontrolliert von der Familienholding des Mitgründers und langjährigen Verwaltungsratspräsidenten, William Vidal (* 1953).

## Kritik
Laut Berichten der Financial Times Deutschland wurden die privaten Zertifizierer Ecocert sowie Control Union mit Geldstrafen in Höhe von mehreren Zehntausend Euro belangt, nachdem sie in einen Betrugsfall verwickelt waren. Die indische Agrarbehörde Apeda deckte dabei auf, dass bei dem Skandal große Mengen gentechnisch veränderter Baumwolle in den Handel gebracht wurden.

## Tochtergesellschaften
Ecocert hat Tochtergesellschaften in verschiedenen Ländern, darunter:
- Brasilien - Ecocert Brasil
- Kanada - Ecocert Canada
- Kolumbien - Ecocert Colombia
- Ecuador - Ecocert Ecuador
- Frankreich - Ecocert France
- Deutschland - Ecocert Deutschland GmbH
- Japan - Ecocert Japan/QAI Japan
- Portugal - Ecocert Portugal/SOCERT
- Rumänien - Ecocert Europe du Sud Est
- Südafrika - Ecocert South Africa - Afrisco
- Spanien - Ambicert
- Schweiz - Ecocert Swiss AG